# 博格賽德
博格賽德（英語：The Bogside）是位於英國北愛爾蘭城市倫敦德里的一個街區。博格賽德聚集了眾多藝術家，是倫敦德里的一個著名旅遊景點。博格賽德的大多數居民是天主教徒，並同時和一個新教地區接壤。在歷史上博格賽德也多次發生天主教徒和新教徒之間的暴亂。

## 外部連結
- Museum of Free Derry - History of the Bogside
- Bogside Murals
- Battle of the Bogside
- Bogside & Brandywell Initiative

54°59′52″N 7°19′38″W / 54.99778°N 7.32722°W